# توليلاكي (كاليفورنيا)
توليلاكي (بالإنجليزية: Tulelake)‏ هي إحدى مدن مقاطعة سيسكييوو، كاليفورنيا. تم إعطاءها لقب مدينة في 1 مارس، 1937.

## المناخ
يظهر الجدول التالي التغييرات المناخية على مدار السنة لتوليلاكي:
| البيانات المناخية لـتوليلاكي      | البيانات المناخية لـتوليلاكي | البيانات المناخية لـتوليلاكي | البيانات المناخية لـتوليلاكي | البيانات المناخية لـتوليلاكي | البيانات المناخية لـتوليلاكي | البيانات المناخية لـتوليلاكي | البيانات المناخية لـتوليلاكي | البيانات المناخية لـتوليلاكي | البيانات المناخية لـتوليلاكي | البيانات المناخية لـتوليلاكي | البيانات المناخية لـتوليلاكي | البيانات المناخية لـتوليلاكي | البيانات المناخية لـتوليلاكي |
| الشهر                             | يناير                        | فبراير                       | مارس                         | أبريل                        | مايو                         | يونيو                        | يوليو                        | أغسطس                        | سبتمبر                       | أكتوبر                       | نوفمبر                       | ديسمبر                       | المعدل السنوي                |
| --------------------------------- | ---------------------------- | ---------------------------- | ---------------------------- | ---------------------------- | ---------------------------- | ---------------------------- | ---------------------------- | ---------------------------- | ---------------------------- | ---------------------------- | ---------------------------- | ---------------------------- | ---------------------------- |
| الدرجة القصوى °ف (°م)             | 62 (17)                      | 70 (21)                      | 77 (25)                      | 84 (29)                      | 95 (35)                      | 97 (36)                      | 101 (38)                     | 102 (39)                     | 99 (37)                      | 90 (32)                      | 75 (24)                      | 68 (20)                      | 102 (39)                     |
| متوسط درجة الحرارة الكبرى °ف (°م) | 40.7 (4.8)                   | 45.6 (7.6)                   | 52 (11)                      | 59.3 (15.2)                  | 68.1 (20.1)                  | 75.8 (24.3)                  | 84.7 (29.3)                  | 83.8 (28.8)                  | 77.6 (25.3)                  | 65.7 (18.7)                  | 49.7 (9.8)                   | 41 (5)                       | 62 (17)                      |
| متوسط درجة الحرارة الصغرى °ف (°م) | 20.1 (−6.6)                  | 22.8 (−5.1)                  | 25.5 (−3.6)                  | 29.2 (−1.6)                  | 36.3 (2.4)                   | 42 (6)                       | 45.9 (7.7)                   | 43.3 (6.3)                   | 37 (3)                       | 30.3 (−0.9)                  | 24.6 (−4.1)                  | 20.5 (−6.4)                  | 31.5 (−0.3)                  |
| أدنى درجة حرارة °ف (°م)           | −28 (−33)                    | −24 (−31)                    | −2 (−19)                     | 6 (−14)                      | 16 (−9)                      | 23 (−5)                      | 29 (−2)                      | 24 (−4)                      | 17 (−8)                      | 7 (−14)                      | −10 (−23)                    | −27 (−33)                    | −28 (−33)                    |
| الهطول إنش (مم)                   | 1.19 (30)                    | 1.04 (26)                    | 1.04 (26)                    | 0.86 (22)                    | 1.09 (28)                    | 0.91 (23)                    | 0.28 (7.1)                   | 0.36 (9.1)                   | 0.47 (12)                    | 0.91 (23)                    | 1.23 (31)                    | 1.39 (35)                    | 10.76 (273)                  |
| متوسط تساقط الثلوج إنش (سم)       | 5.8 (15)                     | 3.8 (9.7)                    | 3.6 (9.1)                    | 1.4 (3.6)                    | 0.1 (0.25)                   | 0 (0)                        | 0 (0)                        | 0 (0)                        | 0 (0)                        | 0.1 (0.25)                   | 2.3 (5.8)                    | 4.3 (11)                     | 21.3 (54)                    |
| متوسط أيام هطول الأمطار           | 12                           | 10                           | 10                           | 8                            | 8                            | 5                            | 2                            | 2                            | 3                            | 6                            | 10                           | 11                           | 87                           |
| المصدر: WRCC                      |                              |                              |                              |                              |                              |                              |                              |                              |                              |                              |                              |                              |                              |